# Черненко Микола Власович

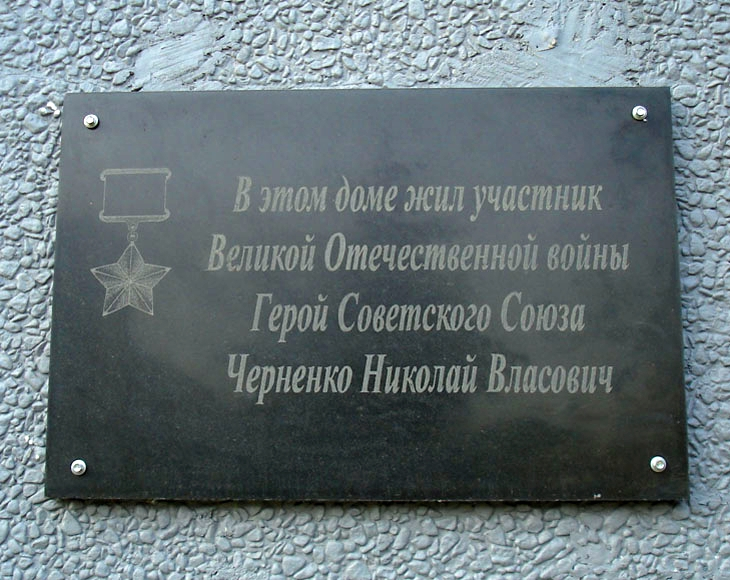
Меморіальна дошка на будинку в Тольятті

Микола Власович Черненко (25 грудня 1924, с. Успенка, Бурлінський район, Уральська область — 27 вересня 2006, Тольятті) — командир кулеметного розрахунку 2-го ескадрону 60-го гвардійського кавалерійського полку 16-ї гвардійської Чернігівської кавалерійської дивізії, сформованої в грудні 1941 року в місті Уфі, як 112-а Башкирська кавалерійська дивізія, 7-го гвардійського кавалерійського корпусу 1-го Білоруського фронту, гвардії старший сержант, Герой Радянського Союзу.

## Біографія
Черненко Микола Власович народився в сім'ї селянина 25 грудня 1924 року. Українець.
Жив у селі Ілек Оренбурзької області. Закінчив 8 класів. Працював начальником караулу пожежної команди.
Призваний в Червону армію в серпні 1942 року і направлений в кулеметне училище.
На фронті з грудня 1942 року. Бойове хрещення отримав у Сталінграді. Був поранений, після шпиталю потрапив у кавалерійський полк, знову був поранений і контужений. Член ВКП(б)/КПРС з 1945 року.
Воював за звільнення міст Гомеля, Чернігова, Володимира-Волинського, Ковеля. Боровся за визволення Польщі, відзначився в боях на підступах до Берліну в боях за місто Бранденбург.
26-28 квітня 1945 року розрахунок Черненко у складі передового загону переправився через Зілов-канал і забезпечував успішне форсування водної перешкоди і закріплення на протилежному березі підрозділів свого полку. Черненко, залишившись один, продовжував вести вогонь до підходу основних сил, відбивши декілька атак гітлерівців.
Після війни демобілізований. Повернувся в село Ілек, де працював першим секретарем райкому комсомолу, пропагандистом райкому партії. Пізніше жив у місті Орськ, працював на комбінаті «Южуралникель».
З 1987 року жив у місті Тольятті Самарської області. Помер 27 вересня 2006 року.

## Нагороди
- Герой Радянського Союзу (медаль «Золота Зірка» № 6469) — указом Президії Верховної Ради СРСР від 31 травня 1945 року «за зразкове виконання завдань командування і проявлені мужність і героїзм у боях з німецько-фашистськими загарбниками»;
- орден Леніна;
- орден Вітчизняної війни 1-го ступеня;
- орден Вітчизняної війни 2-го ступеня;
- медалі.

## Пам'ять
- Ім'я М.В. Черненко викарбувано золотими літерами на меморіальних дошках разом з іменами всіх 78-и Героїв Радянського Союзу 112-ї Башкирської (16-ї гвардійської Чернігівської) кавалерійської дивізії, встановлених у Національному музеї Республіки Башкортостан (місто Уфа, вулиця Радянська, 14) і в Музеї 112-ї (16-ї гвардійської) Башкирської кавалерійської дивізії (місто Уфа, вулиця Левітана, 27).
- 16 квітня 2010 року в Тольятті відкрита меморіальна дошка на будинку, де жив Герой (вулиця 70 років Жовтня, 9)[1][2].